# Leucon acclivis
Leucon acclivis är en kräftdjursart som först beskrevs av Bishop 1981.  Leucon acclivis ingår i släktet Leucon och familjen Leuconidae. Inga underarter finns listade i Catalogue of Life.